# 바라키엘

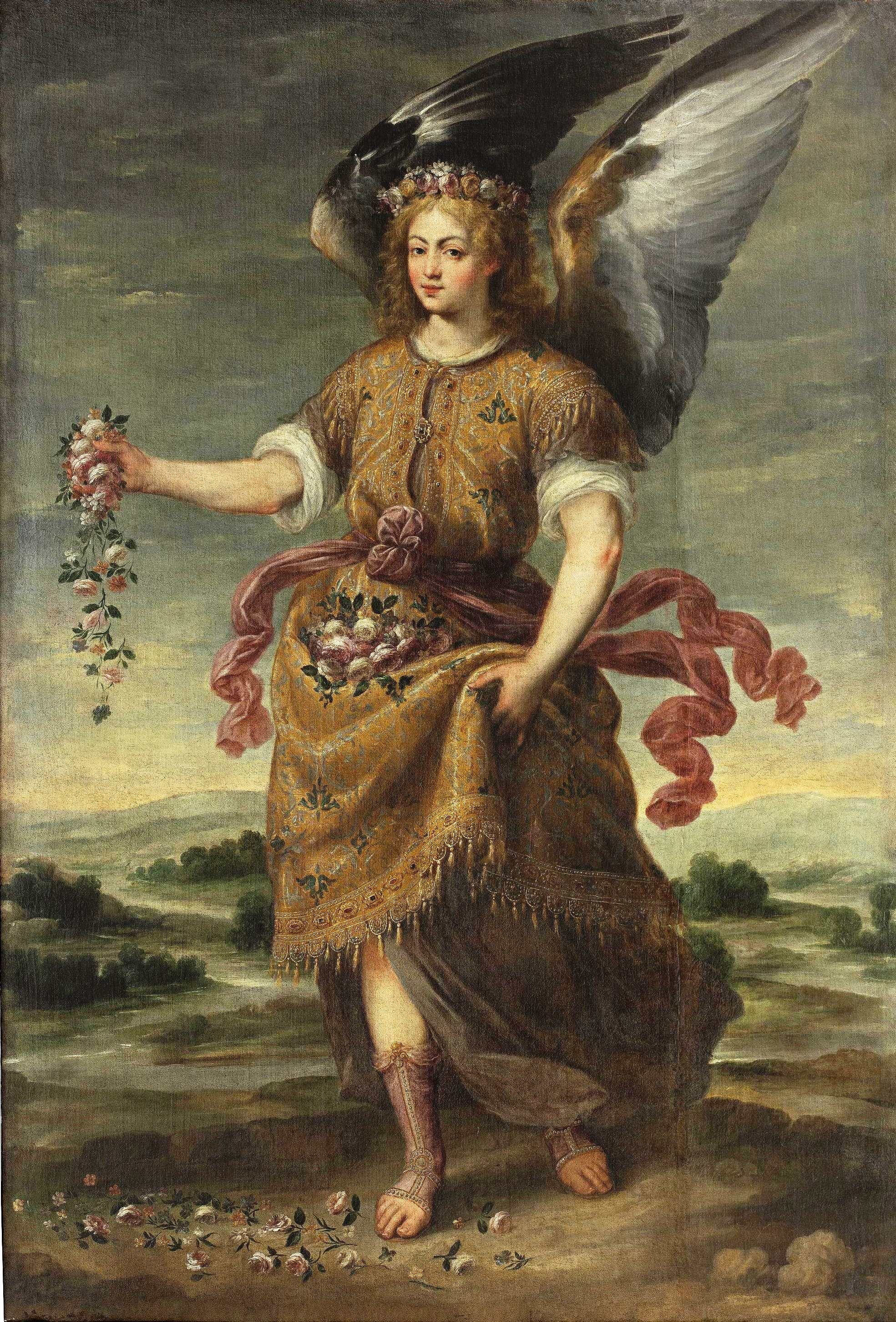
바라키엘

바라키엘 (Barachiel, 히브리어: ברכיאל)은 동방 정교회의 일곱 대천사 가운데 한 명이다. ‘하느님의 축복’이라는 뜻으로 바르비엘(Barbiel), 바르키엘(Barchiel, Barkiel) 등으로도 불린다.
에녹 제3서에서 천사 496,000명의 시중을 받는 군주 천사 가운데 한 명이자 하느님의 옥좌를 수호하는 세라핌에 속한 것으로 묘사되어 있다. 그는 번개의 천사로 간주된다.

## 성화
성화에서 바라키엘은 때때로 하얀 장미를 들고 있거나 외투에 담은 장미 꽃잎들을 뿌리는 모습으로 묘사된다. 장미 꽃잎들을 뿌리는 모습은 하느님의 축복이 사람들에게 내려지는 것을 상징하는 것이다. 또한 빵 바구니나 지팡이를 든 모습으로도 그려지는데, 이는 하느님이 부모에게 자녀의 축복을 내리는 것을 상징하는 것이다.

## 수호
바라키엘이 맡은 책무는 실로 다양한데, 그는 수호천사들의 우두머리이기도 하다. 특히 동방 정교회 전통에서 그는 공식적으로 가정과 혼인 생활의 수호자이다. 또한 그는 개종한 사람들(일명 하느님의 입양자)을 돕는 일을 하느님으로부터 위임받았다고도 한다.
바라키엘은 또한 전통적으로 2월과 물고기자리와도 연관이 있다. 때때로 그는 목성과 전갈자리의 지도자로 묘사되기도 한다.

## 참조
1. ↑  Bunson, Matthew. Angels A to Z. New York:Crown Trade Paperbacks, 1996. ISBN 0-517-88537-9.
2. ↑  Roeder, Helen (1956). 《Saints and Their Attributes》. Chicago: H. Regnery Co. LCCN 56013630.
3. ↑  “보관된 사본”. 2014년 7월 10일에 원본 문서에서 보존된 문서. 2018년 3월 18일에 확인함.
4. ↑  “보관된 사본”. 2014년 7월 10일에 원본 문서에서 보존된 문서. 2018년 3월 18일에 확인함.
5. ↑  http://findingthewaytotheheart.blogspot.com/2010/12/the-holy-archangels-prayers-asking-for.html
6. ↑  Sisung, Kelle S., editor. Angels A to Z. New York: Gale Research, Inc. 1996. ISBN 0-7876-0489-5.